# Гімназія святого Ігнатія (Амстердам)
52°20′59″ пн. ш. 4°52′26″ сх. д. / 52.3496° пн. ш. 4.8738° сх. д.
Гімназія святого Ігнатія (нід. St. Ignatiusgymnasium) — римсько-католицька класична гімназія у столиці Нідерландів місті Амстердамі, одна з 5 класичних гімназій міста. Названа на честь св. Ігнатія Лойоли.

## Історія
Гімназія була заснована в 1895 році орденом єзуїтів.
З цією гімназією пов'язані імена численних католицьких священників, членів ордену, які викладали у навчальному закладі.

## Відомі учні
З-поміж відомих особистостей, які навчалися у гімназії:
- Бертус Ааф'єс — один з найвідоміших нідерландських письменників.
- Пауль Крутцен — лауреат Нобелівської премії з хімії.
- Фредді Гейнекен — володар пивовареного концерну Heineken.
- Яап де Гооп Схеффер — генеральний секретар НАТО від 2004 до 2009 року, міністр закордонних справ Нідерландів у 2002—03 роки.
- Йозеф Лунс — генеральний секретар НАТО у 1971—85 роки, міністр закордонних справ Нідерландів у 1956—71 роки.